# متیو بودمر
متیو بودمر (فرانسوی: Mathieu Bodmer‎؛ زادهٔ ۲۲ نوامبر ۱۹۸۲) بازیکن فوتبال بازنشسته اهل فرانسه است که در پست هافبک بازی می‌کرد.
از باشگاه‌هایی که در آن بازی کرده‌است می‌توان به باشگاه فوتبال کان، باشگاه فوتبال المپیک لیون، باشگاه فوتبال سن-اتین، باشگاه فوتبال لیل، باشگاه فوتبال پاری سن ژرمن، باشگاه فوتبال نیس و باشگاه فوتبال گنگام اشاره کرد.
وی همچنین در تیم ملی فوتبال فرانسه بی بازی کرده‌است.